# Wolfgang Girisch
Wolfgang Girisch (* 29. Dezember 1927 in Nürnberg) ist ein deutscher Jurist. Er war Vorsitzender Richter am Bundesgerichtshof.

## Leben
Nach dem Abitur an der Zeppelin-Oberschule in Stuttgart studierte er Rechtswissenschaften in Tübingen. Er ist seit 1950 Mitglied des Corps Suevia Tübingen. In Tübingen legte er 1952 die erste Staatsprüfung ab und wurde 1955 zum Dr. iur. promoviert. 1956 legte er in Stuttgart die zweite juristische Staatsprüfung ab.
Von 1958 bis 1964 war er Landgerichtsrat beim Landgericht Stuttgart und von 1964 bis 1969 Oberlandesgerichtsrat beim Oberlandesgericht Stuttgart.
Er war ab 1969 Richter am Bundesgerichtshof und ab 1981 Vorsitzender Richter. 1989 trat er in den Ruhestand.